# Swadick Sanudi
Swadic Sanudi (né le 21 octobre 1983) est un footballeur malawite. Il joue au poste de gardien de but avec l'équipe sud-africaine du Dynamos.